# 天主教多伦多总教区
天主教多倫多總教區（拉丁語：Archidioecesis Torontina）是加拿大一個教省總教區，是該國十八個總教區之一。總教區位於安大略，下轄哈密尔顿、倫敦、聖凱瑟琳斯和桑德贝四個教區；2001年時教友有1,700,000人、217個堂區和836名司鐸。主教座堂是聖彌額爾座堂。現任總主教為法蘭克·利奧樞機，輔理主教為若望·A·布瓦松諾、阮文生和羅勃·卡桑，榮休總主教為多默·基道霍·柯林斯樞機，榮休輔理主教為若望·德範·奈特。
1841年12月17日自金斯頓教區析出，1870年3月18日升為總教區。